# مورفاسو
مورفاسو (بالإيطالية: Morfasso)‏ هي بلدية في مقاطعة بياتشنزا في إقليم إميليا رومانيا الإيطالي.

## السكان
في سنة 1861 بلغ عدد السكان 4٬107 نسمة، وتطور العدد ليصل في سنة 2011 لـ 1٬105 نسمة.
يظهر هذا المخطط البياني تطور النمو السكاني لـ مورفاسو